# Wireless Home Digital Interface
Wireless Home Digital Interface o WHDI es un estándar de 
conectividad inalámbrica por medio de comunicación Wi-Fi entre dispositivos de distintos tipos para transmitir video de Alta Definición (720p y 1080p), y complementa la tecnología HDMI. Desarrollada e impulsada por AMIMON, Hitachi Ltd., LG Electronics, Motorola, Samsung Group, Sharp Corporation and Sony.

## Descripción técnica
Técnicamente consiste de enlaces inalámbricos sin compresión que pueden entregas con índices equivalentes de video hasta de 3Gbps en un canal de 40MHz y en la banda libre de 5GHz conforme a regulaciones de la FCC. La velocidad de los datos en vídeo por encima de 1.5Gbps (incluyendo 1080i descomprimido y 720p) se pueden entregar en un solo canal de 20MHz en la banda libre de 5GHz, conforme a las regulaciones mundiales del espectro de 5GHz. El alcance es de 30 a 45 metros, a través de paredes, y la latencia es menos de un milisegundo.
Prácticamente todas las conexiones con cables entre las fuentes y las pantallas de video se basan hoy en entrega del vídeo sin comprimir. Para sustituir estos acoplamientos la interfaz inalámbrica necesita estar sin comprimir. Aunque la mayor parte de las fuentes digitales se distribuyen al hogar en formato comprimido, el vídeo comprimido raramente se proporciona en la salida de la mayoría de sus fuentes, tales como los reproductores de DVD, las consolas de videojuegos y las computadoras. Una razón para esto es la protección anticopia, otra es que la interoperabilidad en el nivel comprimido es extremadamente difícil, ya que requiere demasiados códecs de video y las pantallas no pueden esperar a que se procesen todos.
Esta tecnología proporciona diversos niveles de protección a los diferentes bits, ya que los bits más significativos tienen mayor importancia visual que los menos significativos. Otra característica es que toma el video de ultra alta definición sin comprimir y la rompe en elementos de diferente importancia. Los diferentes elementos son puestos sobre el canal inalámbrico de una manera que dan a los elementos de mayor importancia visual una mayor parte de los recursos del canal, es decir se transmiten de una manera más robusta. La asignación de los recursos del canal puede incluir, por ejemplo, fijar los niveles de la energía, asignación del espectro y la codificación de parámetros. El resultado de esto es que si algún error ocurre en el canal, esto no será notados mientras se afecte solo a los bits menos significativos.
La comunicación en este tipo de enlaces es bidireccional, algo necesario para la existencia de protocolos, compatibilidad HDCP, vinculación de equipos, y confirmar la fidelidad y la llegada de los paquetes de datos, con lo cual ambos equipos (tanto emisor como receptor) deben estar previstos de este tipo de tecnología. Para vincular dispositivos hay que hacer una búsqueda desde uno de ellos, generalmente desde el que disponga de una interfaz gráfica, y seguidamente confirmar en el aparato al que pretendamos enlazar, de una forma muy similar a como funciona el estándar Bluetooth.